# Кошкин, Юрий Николаевич
Ю́рий Никола́евич Ко́шкин (22 октября (4 ноября) 1910 — 28 августа 1983) — советский инженер-конструктор, лауреат Ленинской и Сталинских премий.

## Биография
Родился в городе Вязьма (ныне Смоленская область). Член ВКП(б) с 1951 года.
В 1937 году окончил МВТУ имени Н. Э. Баумана.
Работал на заводе № 92 имени И. В. Сталина (Горький), с 1944 года — в созданном при заводе ОКБ, с 1947 года зам. главного конструктора.
Участник сооружения и пуска реакторов «А», ОК-1 10, ОК-120, ОК-135, ОК-140, ОК-204, ОК-205 и ОК-206 в Челябинске-40, Томске-7 и Красноярске-26.
В 1955—1956 руководитель разработки рабочих проектов реакторных установок 27ВМ и ВМ-А.
С 1 января 1964 года ОКБ выделено из состава Горьковского машиностроительного завода и подчинено Государственному комитету по использованию атомной энергии. При образовании ОКБ получало открытое наименование «Ордена Ленина Особое конструкторское бюро № 2 (ОКБ-2)», а с 1 января 1967 г. — Опытное конструкторское бюро машиностроения (ОКБМ).
Работал заместителем главного конструктора ОКБМ до 1970-х годов, главный конструктор дистанционных механизмов перегрузки.
Похоронен в Горьком, Бугровское кладбище, 13 участок.
Старший брат Л. Н. Кошкина.

## Награды и премии
- Сталинская премия второй степени (1949) — за разработку разгрузочного механизма для завода «А» комбината № 817
- Сталинская премия первой степени (1953) — за расчётные и экспериментальные работы по созданию реакторов для производства трития[1][2].
- Ленинская премия (1959) — за специальное изделие, постановление от 20 июля 1959 года.
- орден Ленина (28.4.1963)
- три ордена Трудового Красного Знамени (29.10.1949, 18.12.1951, 26.4.1971)
- орден «Знак Почёта» (5.1.1944).